# 尼古拉斯·艾爾沃德·維格
尼古拉斯·艾爾沃德·維格（英語：Nicholas Aylward Vigors，1785年—1840年10月26日），爱尔兰动物学家和政治人物。

## 早年
維格是一位上尉的长子。他曾在第29步兵軍團服役。他于1803年11月进入牛津大学三一学院學習，然后于1806年11月进入林肯律師學院學習。1809年至1811年期間他投筆從戎，參加了半岛战争，1811年3月5日，他在巴罗萨战役中受伤。然后他回到牛津继续他的学业，并于1817年获得文学学士学位，之後又于1818年获得文学硕士学位。畢業後他成為了一名大律师。 

## 动物学
維格是伦敦动物学会的联合创始人，並擔任該組織的第一任秘书直至1833年。他也是倫敦林奈學會和皇家学会的会员。

## 政治
1832年到1835年期間，維格是卡洛区的议员。